# Оксидація за Джонсом
Окиснення за Джонсом (рос. окисление Джонсона, англ. Jones oxidation) — оксидація первинних або вторинних спиртів до кислот або кетонів оксидом CrO3 у присутності сульфатної кислоти в ацетоні. Ізольовані кратні зв'язки за цих умов не заторкуються.
RCH2OH →RCOOH
R2CHOH →R2C=O